# Juričič
Juričič je priimek v Sloveniji, ki ga je po podatkih Statističnega urada Republike Slovenije na dan 1. januarja 2010 uporabljalo 8 oseb.

## Znani nosilci priimka
- Jurij Juričič (?—1578), protestantski pridigar, glagoljaš in prevajalec
- Danijela Juričič Čargo, arhivistka